# Parametry opisujące właściwości metali
Poniższe zestawienie przedstawia parametry stosowane do określania właściwości metali i ich stopów, jednostki miary związane z właściwościami oraz metody badań.
| Właściwość / Cecha                       | Jednostka miary                              | Metoda pomiaru / badań                                                                                                  |
| ---------------------------------------- | -------------------------------------------- | --- |
| właściwości fizyczne                     |                                              | |
|                                          |                                              | |
| 1. rozszerzalność                        |                                              | |
| 1.1 r. liniowa                           |                                              | |
| 1.2 r. objętościowa                      |                                              | |
| 2. ciepło właściwe                       | J/kg*K                                       | |
| 3. przewodność                           |                                              | |
| 3.1 p. cieplna                           |                                              | |
| 3.2 p. temperaturowa                     |                                              | |
| 4. oporność elektryczna                  |                                              | |
| 5. właściwości magnetyczne               |                                              | |
|                                          |                                              | |
| 5.1 przenikalność magnetyczna            |                                              | |
| właściwości chemiczne                    |                                              | |
| 1. odporność na korozję                  |                                              | |
| 2. kwasoodporność                        |                                              | |
| 3. utleniająco-redukujące                |                                              | |
| właściwości mechaniczne i technologiczne |                                              | |
| 1. technologiczne                        |                                              | |
| 1.1 lejność                              |                                              | |
| 1.2 skurcz odlewniczy                    |                                              | |
| 1.3 ciągliwość                           | cm                                           | |
| 1.4 plastyczność                         |                                              | |
| 1.4.1 granica plastyczności              | N/mm², MPa                                   | Statyczna próba rozciągania (maszyna wytrzymałościowa)                                                                  |
| 1.4.2 wydłużenie                         | %, mm                                        | Statyczna próba rozciągania (maszyna wytrzymałościowa)                                                                  |
| 1.4.3 przewężenie                        | %                                            | Statyczna próba rozciągania (maszyna wytrzymałościowa)                                                                  |
| 1.5 skrawalność                          |                                              | |
| 1.6 hartowność                           |                                              | - obserwacja przełomu, - metoda krzywych U, - próba hartowania od czoła (próba Jominy’ego)                              |
| 1.7 spawalność                           |                                              | |
| 2. wytrzymałościowe                      |                                              | |
| 2.1 udarność                             | J/cm²                                        | Pomiar za pomocą młota Charpy'ego                                                                                       |
| 2.2 wytrzymałość                         | - N/mm² - Rm MPa                             | |
| 2.2.1 na rozciąganie                     | N/mm², MPa                                   | Statyczna próba rozciągania (maszyna wytrzymałościowa)                                                                  |
| 2.2.2 na zginanie                        | N/mm², MPa                                   | Statyczna próba zginania PN-82/H-83109                                                                                  |
| 2.2.3 na ściskanie                       | N/mm², MPa                                   | Statyczna próba ściskania PN-57/H-04320, PN-80/H-83119                                                                  |
| 2.2.4 na zmęczenie                       |                                              | |
| 2.2.4.1 bez karbu                        |                                              | |
| 2.2.4.2 z karbem                         |                                              | |
| właściwości techniczne (użytkowe)        |                                              | |
| 1. twardość                              | HRC, HB, HV HRA, HRB, HRD, HRG, HRE, HL, HSD | Pomiar twardości metodami: Rockwella, Brinella, Vickersa, Leeba, młotka Poldi, metodą sklerometryczną Shore'a, UCI, TIV |
| 2. sprężystość                           | HL                                           | |
| 2.1 wzdłużna                             |                                              | |
| 2.2 postaciowa                           |                                              | |
| 3. odporność na ścieranie                |                                              | |
| 4. żaroodporność                         |                                              | |
| 5. żarowytrzymałość                      |                                              | |